# Motor dianteiro, tração nas quatro rodas
O motor dianteiro, tração nas quatro rodas, ou F4 (em inglês:  front-engine, four-wheel-drive) no design automotivo refere-se a quando o motor está posicionado na frente do veículo e aciona as quatro rodas. Essa configuração é normalmente escolhida para melhor controle em muitas superfícies e é uma parte importante das corridas de rali, bem como da direção off-road.

## Exemplos

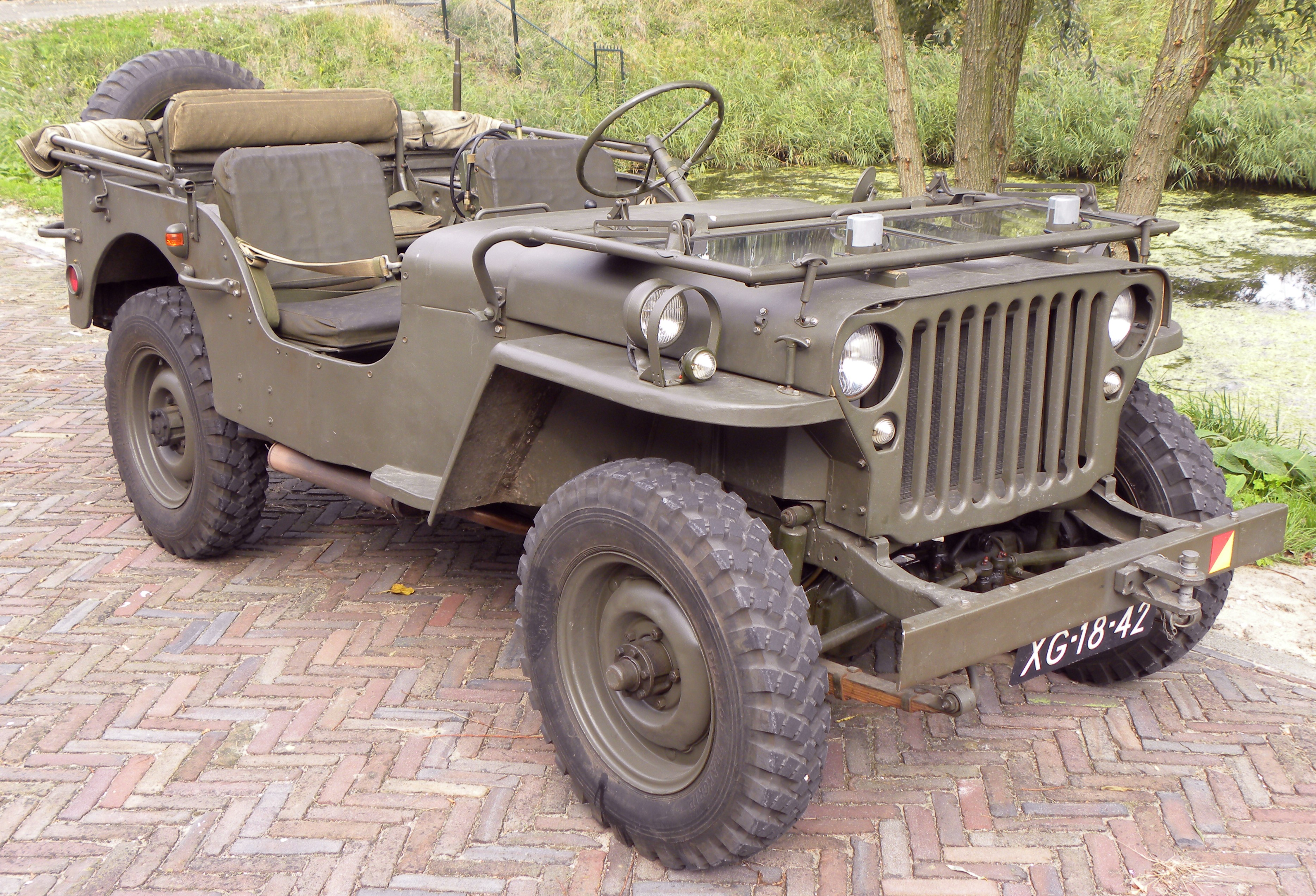
Jeep Willys 1943
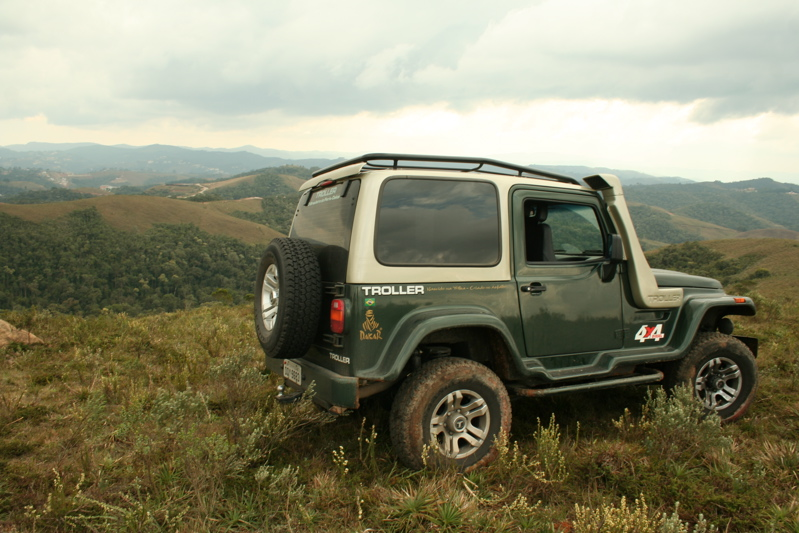
Troller T4
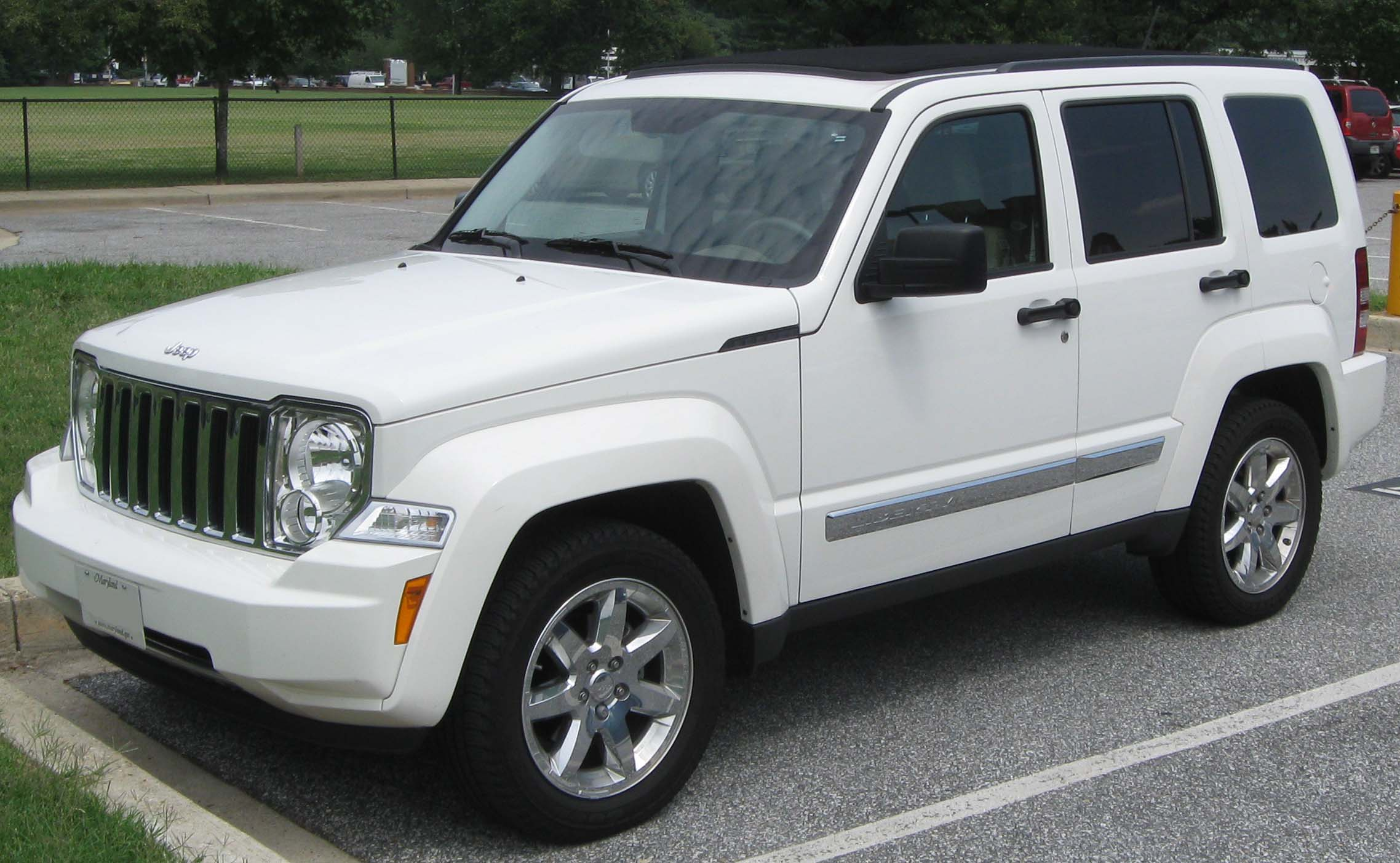
Jeep Liberty 2008–2009
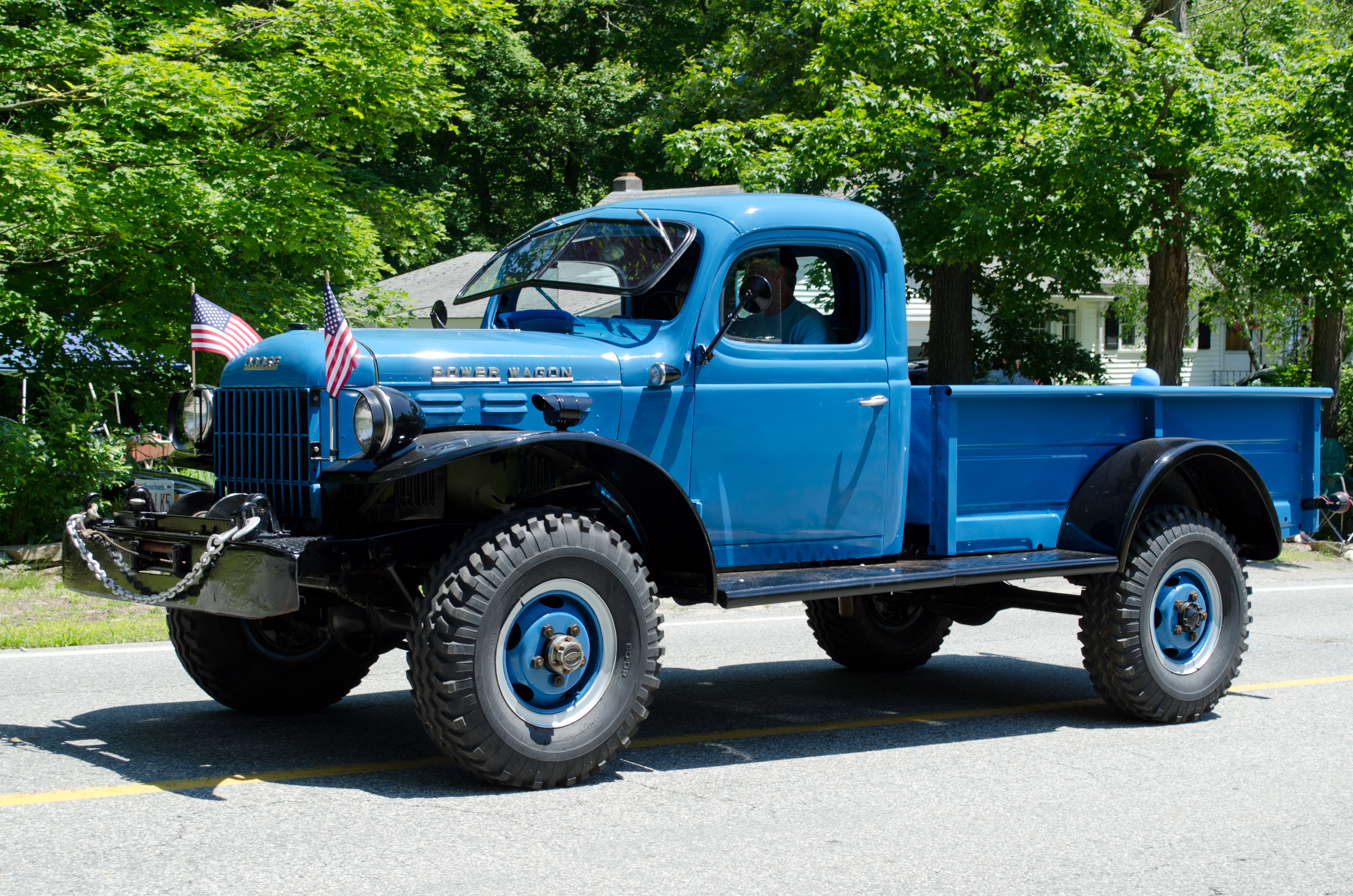
Dodge Power Wagon de 1ª geração
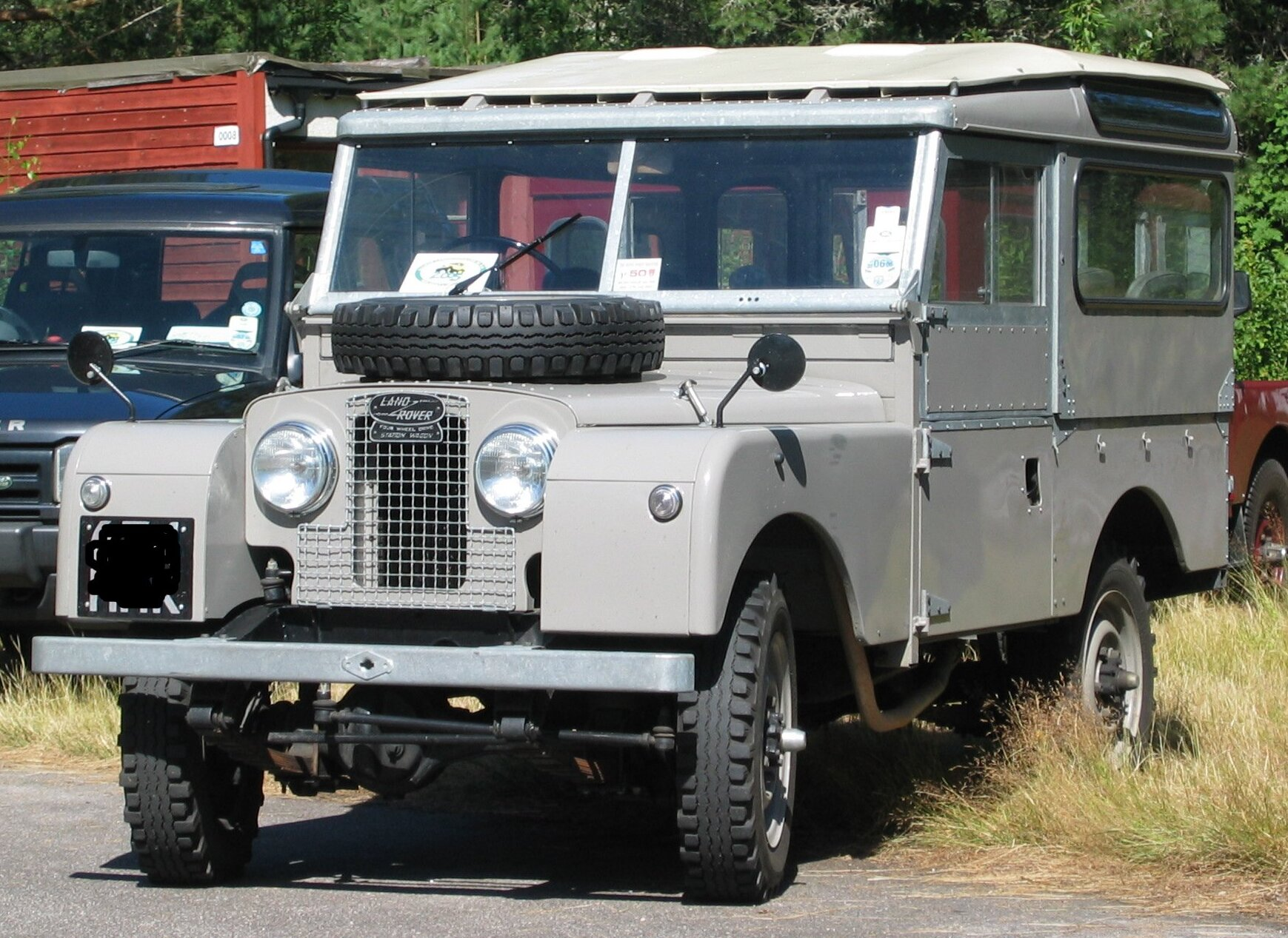
Land Rover série I
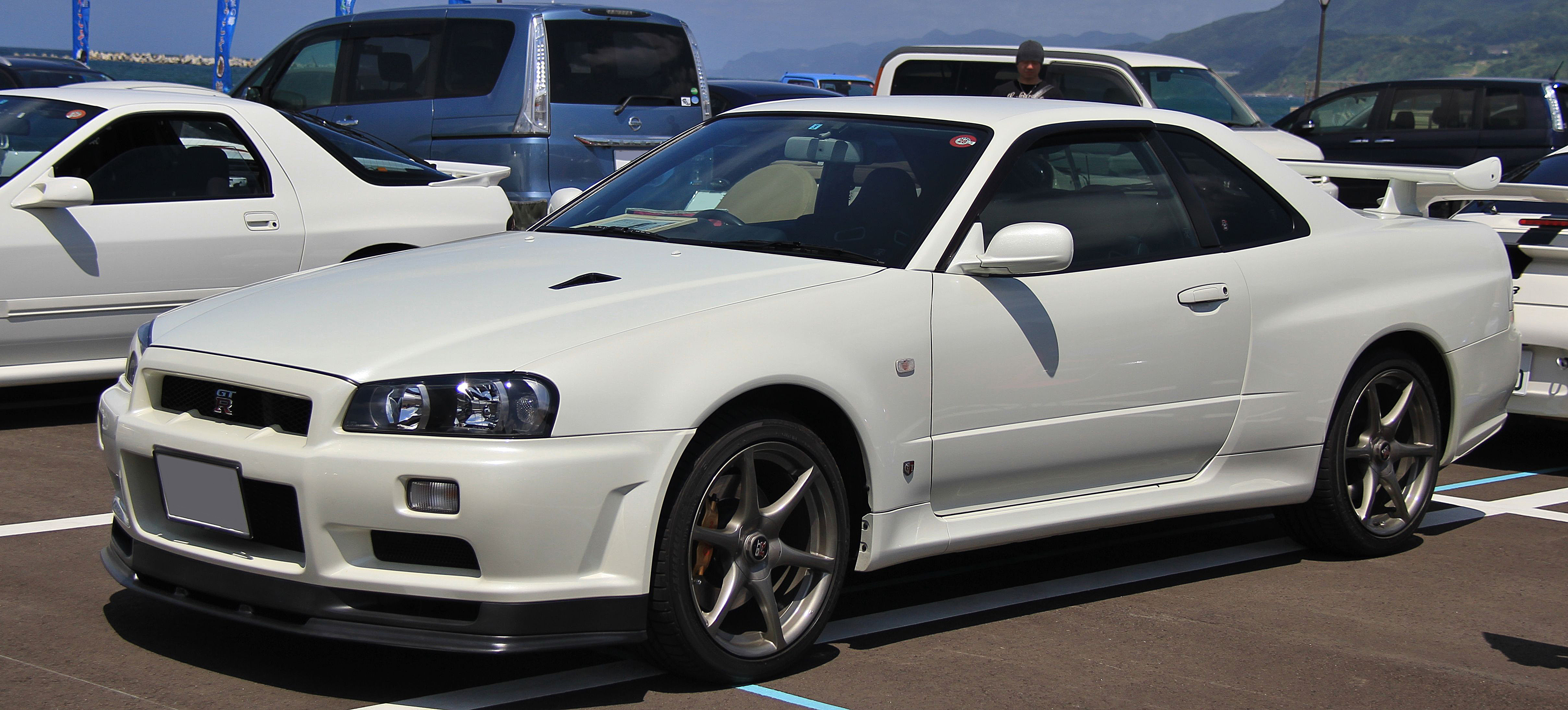
Nissan Skyline GT-R V Spec II (BNR34)
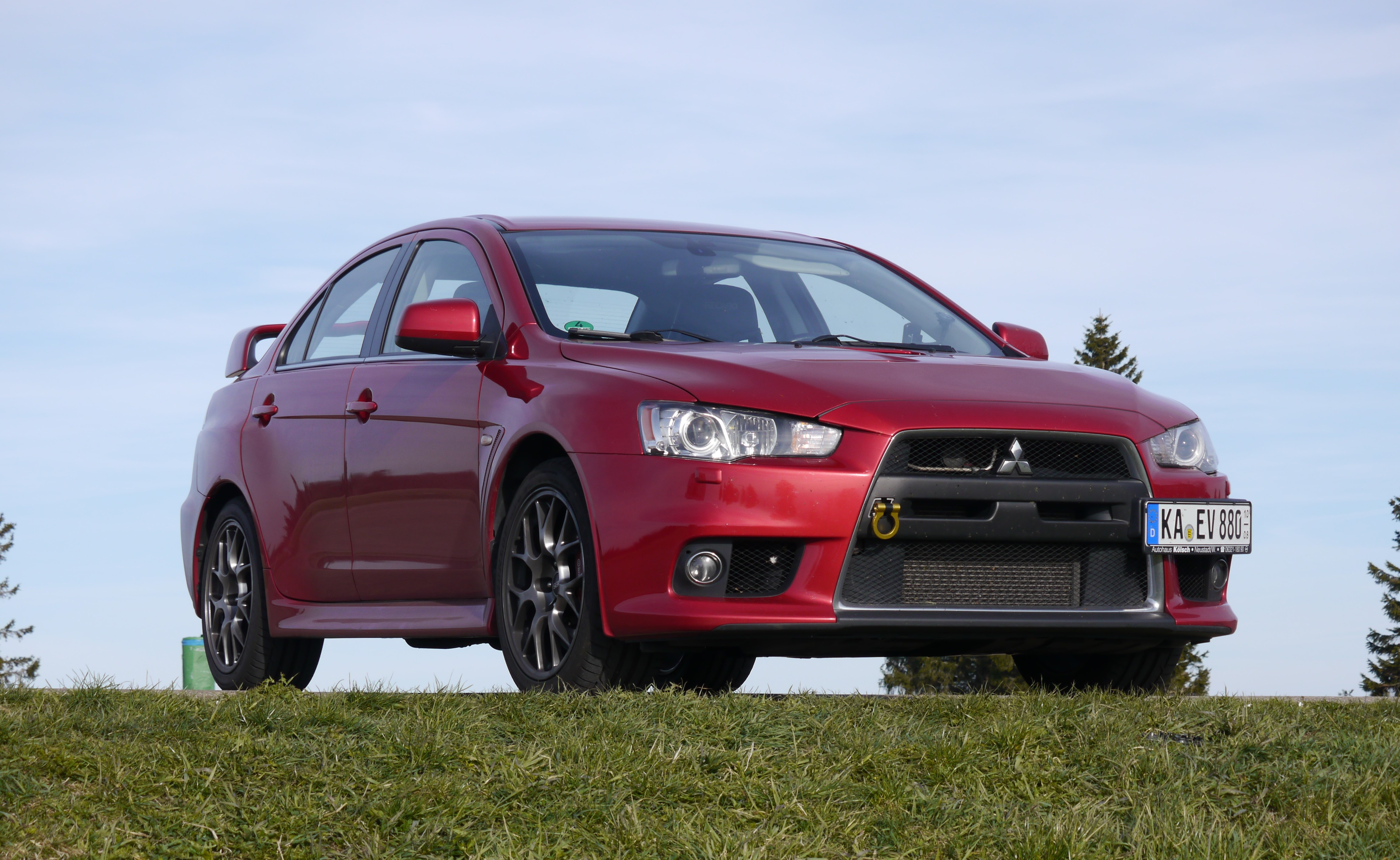
Mitsubishi Lancer Evolution X MR
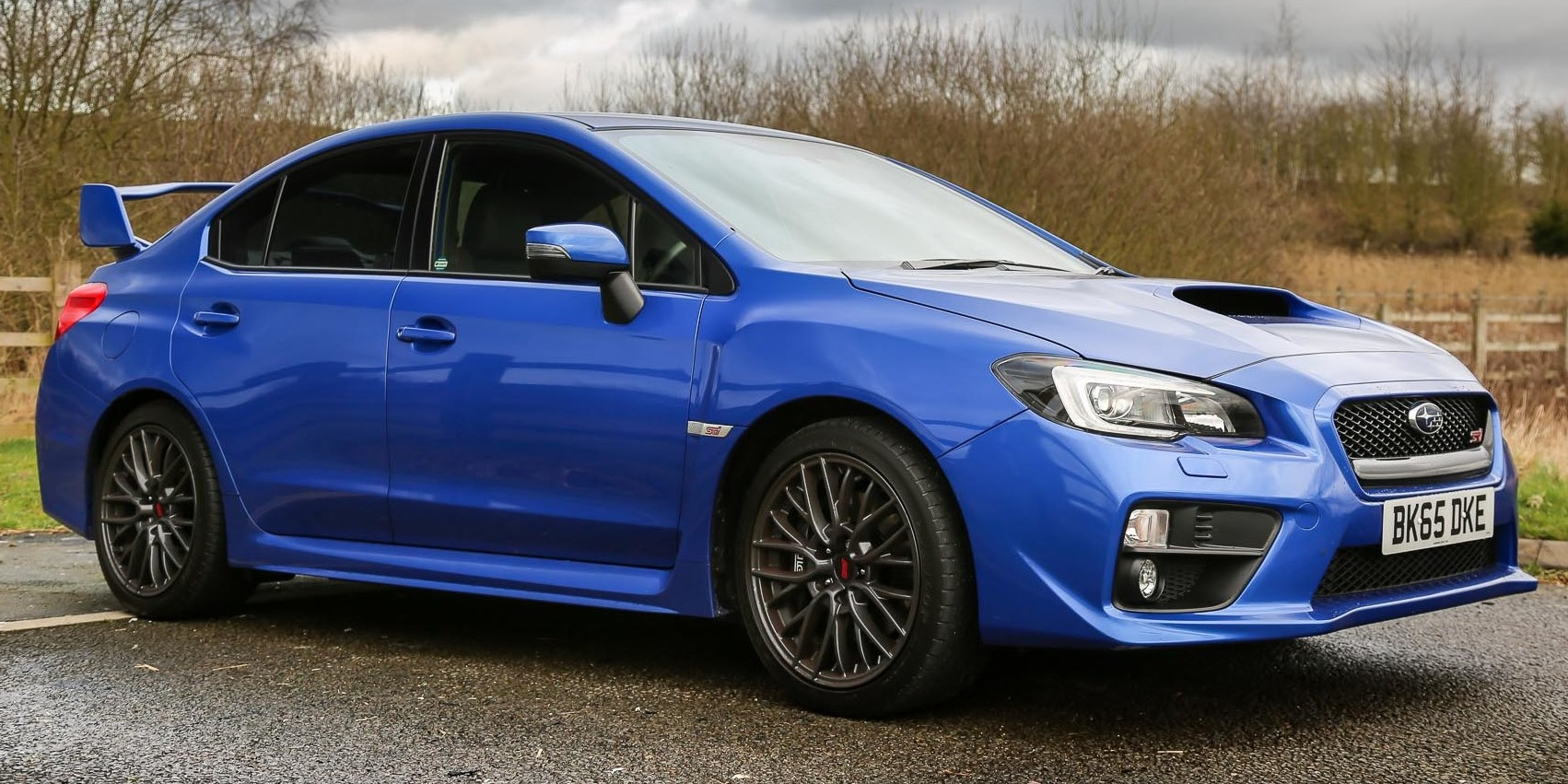
Subaru WRX STI
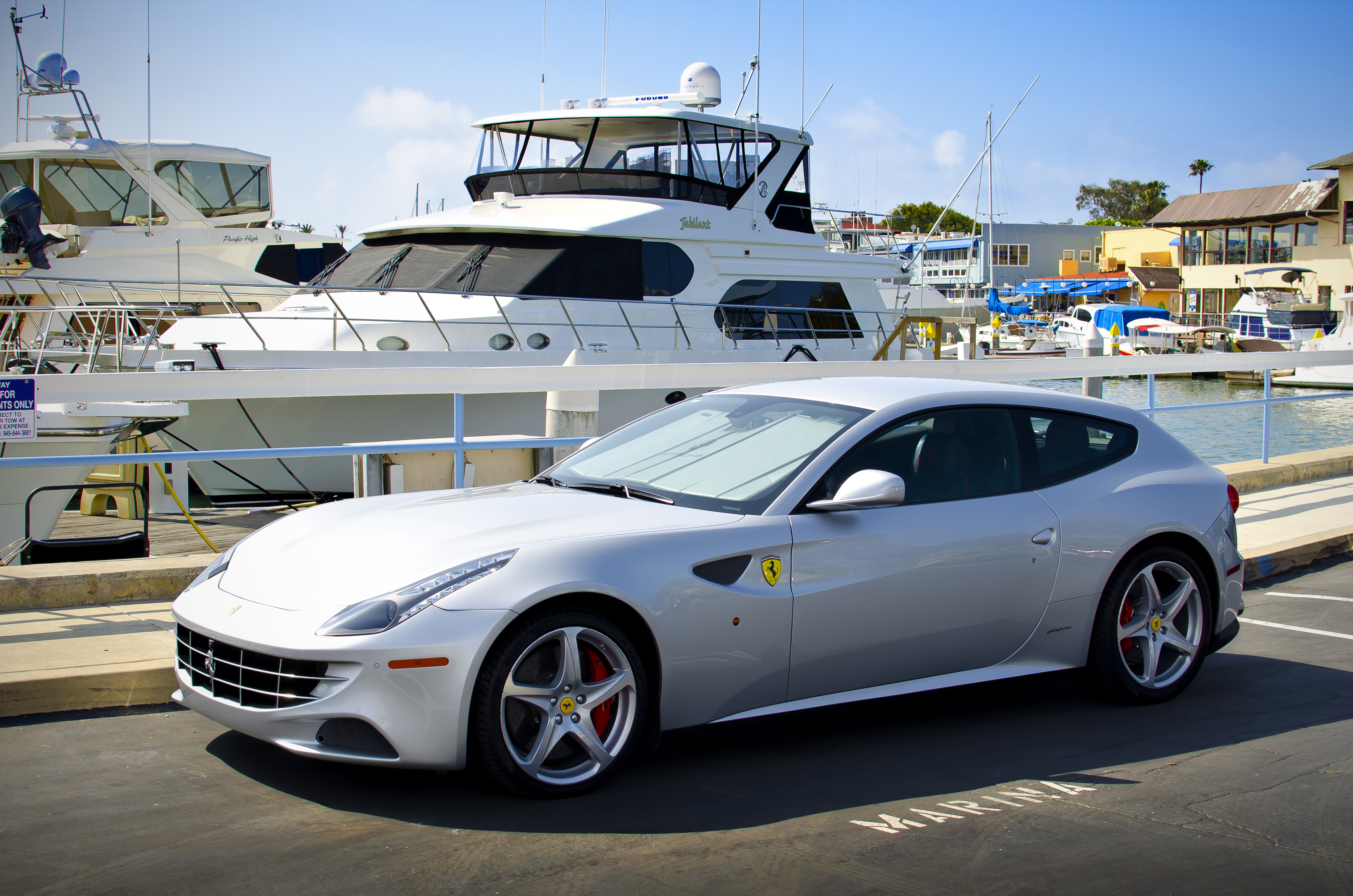
Ferrari FF; com motor central dianteiro e tração nas quatro rodas
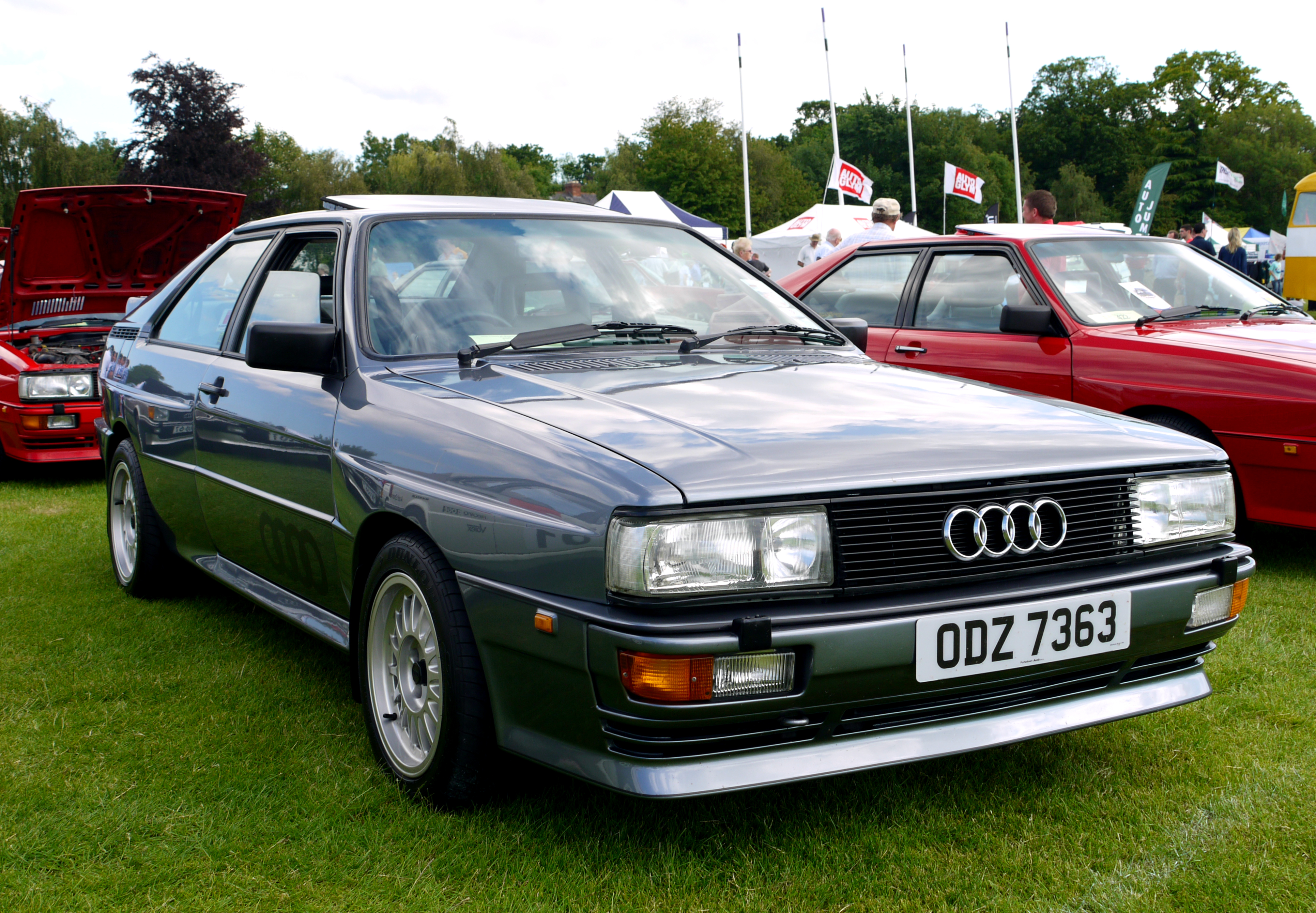
Audi Quattro
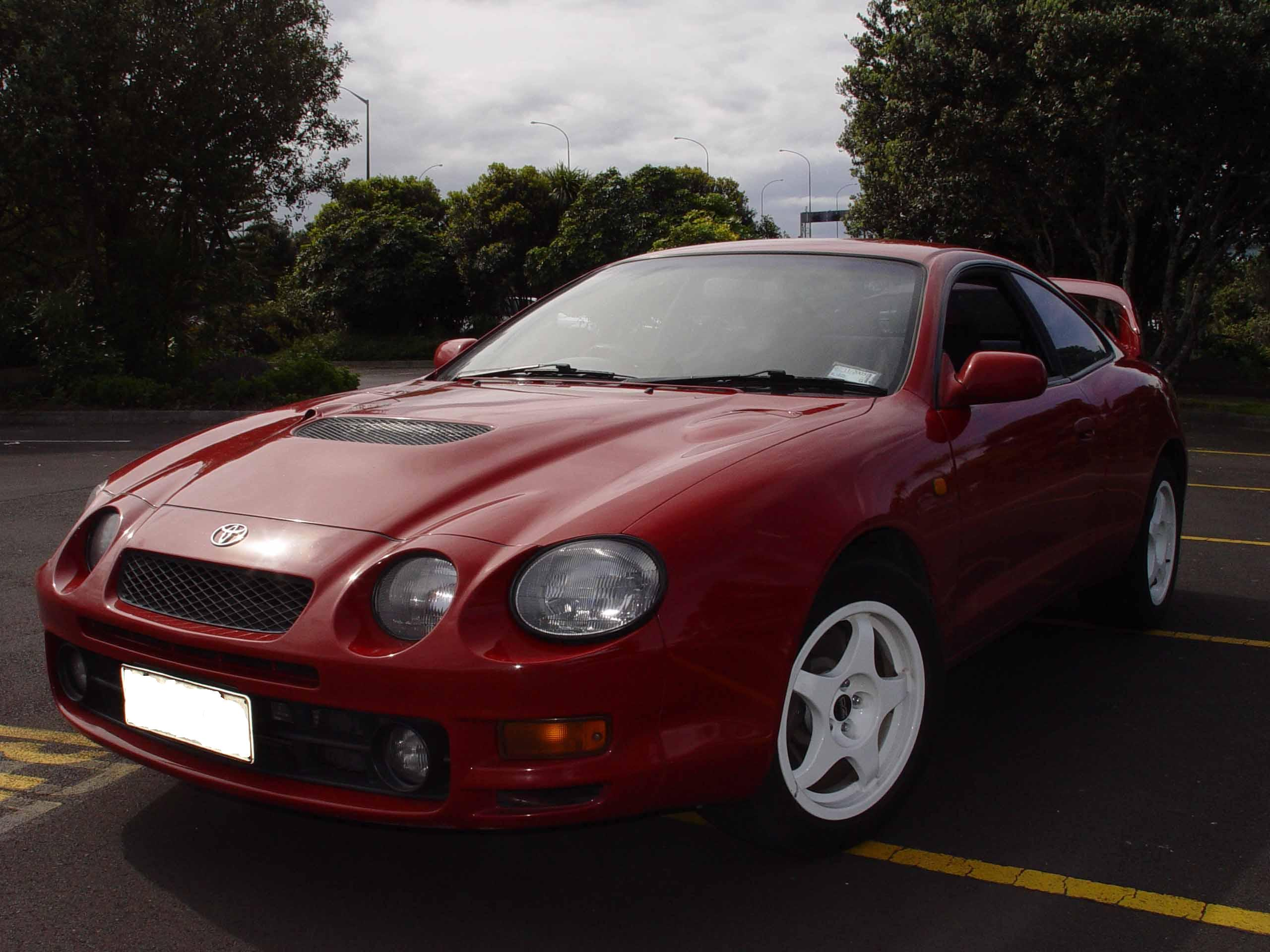
Toyota Celica GT-Four (ST205)